# アルフレッド・ブライアン (ソングライター)
アルフレッド・ブライアン（Alfred Bryan、1871年9月15日 – 1958年4月1日）は、アメリカ合衆国のソングライター、平和運動家。

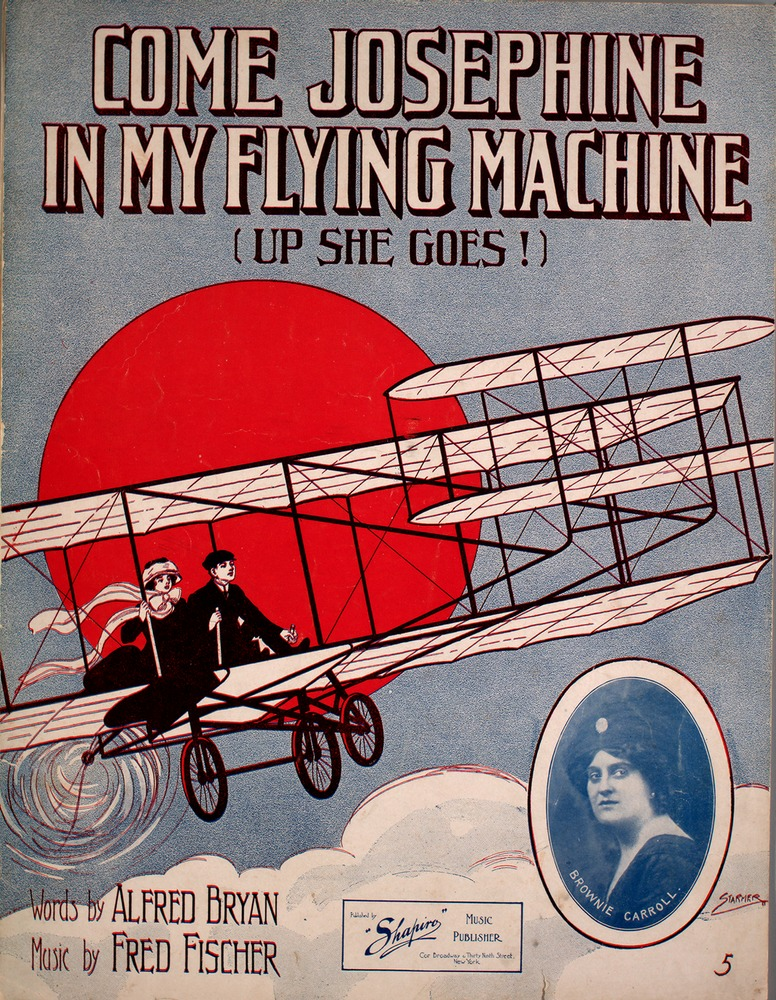
「Come Josephine in My Flying Machine」（1910年）の楽譜表紙

「私は息子を兵士に育てなかった」（1915年）の楽譜表紙

## 生い立ち
ブライアンは、カナダのオンタリオ州ブラントフォードに生まれ、育ち、1886年にオンタリオ州ロンドンに移り住んだ。その後、アメリカ合衆国イリノイ州シカゴに移って、新聞記者になったが、1905年ころまでにはニューヨークでソングライターになっていた。

## ソングライターとしての活躍
最初にヒット作となったのは、ブライアンが作詞し、フレッド・フィッシャーが作曲した「Come Josephine in My Flying Machine」（1910年）であった。同じくフィッシャー作曲の「Peg O' My Heart」（1913年）もヒット作となり、数多くの歌手や楽団に取り上げられ、最近でも新たに録音されている。
第一次世界大戦が始まり、米国の世論が参戦の可否をめぐって割れていた1915年に、ブライアンは明確に反戦のメッセージが込められた「I Didn't Raise My Boy to Be a Soldier」（「私は我が子を兵士にするため育てたわけではない」の意）を、アル・ピアンタドーシ(Al Piantadosi)の作曲で発表し、ヒットさせた。しかし、既に戦争に入っていたイギリスやフランスでは、この曲は販売禁止となった。
その後、ブライアンは、1920年代にはブロードウェイのレビューなどに曲を提供し、さらに1930年代から1940年代にかけてはハリウッドで映画用の楽曲を作った。
ブライアンは、1958年にニュージャージー州グラッドストーン(Gladstone)で死去した。

## 歌
ブライアンがヒットさせた曲
- "Come Josephine in My Flying Machine"  - 作曲フレッド・フィッシャー（英語版）
- "Peg O' My Heart" - 作曲フレッド・フィッシャー
- "I Didn't Raise My Boy to Be a Soldier" - 作曲アル・ピアンタドーシ(Al Piantadosi)
- "We'll Be Together When the Clouds Roll By" - 作曲ケリー・ミルズ（英語版）
- "Who Paid The Rent For Mrs. Rip Van Winkle?" - 作曲フレッド・フィッシャー